# Ервинг Гофман
Ервинг Гофман (11. јун 1922 - 19. новембар 1982) био је канадско-амерички социолог и писац. Сматра се да је он најутицајнији амерички социолог двадесетог века. Гофман је био 73. председник Америчког социолошког удружења. Његов најпознатији допринос за друштвену теорију је његова студија симболичке интеракције. Његове главне области истраживања били су социологија свакодневног живота, социјална интеракција, друштвене организације искуства и одређене елементе друштвеног живота.

## Биографија
Гофман је рођен 11. јуна 1922 у Манвилу. Отац му се звао Макс Гофман а мајка Ана Гофман (Авербах). Породица води порекло од украјинских Јевреја који су емигрирали у Канаду половином 19. века. Имао је старију сестру, Франсис Беј, која је постала глумица. Касније се породица преселила у Дофен где је његов отац управљао успешним бизнисом.
Од 1937. Гофман је похађао средњу техничку школу Сент Џон у Винипегу, где се његова породица преселила те године. Године 1939, уписао се на Универзитет у Манитоби, смер хемија. Прекинуо је студије и преселио се у Отаву да би радио у филмској индустрији за Национални филмски одбор Канаде, који је основао Џон Грирсон. Касније је развио интересовање за социологију. Такође током тог периода, упознао је познатог северноамеричког социолога Дениса Ронга. Њихов сусрет мотивисао је Гофмана да напусти Универзитет у Манитоби и упише Универзитет у Торонту, где је студирао код К. В. М. Харта и Реја Бердвистела, дипломиравши 1945. године са дипломом из области социологије и антропологије. Касније се преселио на Универзитет у Чикагу, где је магистрирао (1949) и докторирао (1953) социологију. За своју докторску дисертацију, од децембра 1949. до маја 1951. године живео је и прикупљао етнографске податке на острву Анст на Шетландским острвима. Гофманова дисертација, под насловом Комуникационо понашање у острвској заједници (1953), завршена је под надзором В. Лојда Ворнера, Доналда Хортона и Анселма Штрауса.
Године 1952. оженио се Ангеликом Хоте, а годину дана касније добио је сина Томаса. Ангелика је имала ментална обољења и због тога је 1964 године извршила самоубиство. Изван своје академске каријере Гофман је био познат по свом интересу и релативном успеху на берзама и у коцкању. У једном тренутку, у потрази за својим хобијима и етнографским студијама, постао је менаџер у казину у Лас Вегасу.
Године 1981 је оженио Жилиан Санкоф а следеће године родила се њихова ћерка Алис. Гофман је умро у Филаделфији 19. новембра 1982 године, од рака желуца. Његова ћерка, Алис Гофман је такође била социлог.

## Каријера
Многа истраживања иснпирисала су га да напише свој први рад звао Представљање себе у свакодневном животу (1956). Након што је дипломирао на Универзитету у Чикагу 1954, постао је асистент спортског директора на Националном институту за ментално здравље у Мериленду. Године 1958, Гофман је постао члан факултета на катедри за социологију на Универзитету Калифорније, Беркли, прво као гостујући професор, а затим од 1962. као редовни професор. Године 1968. преселио се на Универзитет у Пенсилванији, где је добио Kатедру за социологију и антропологију Бењамин Франклин, углавном захваљујући напорима Дела Хајмса, бившег колеге са Берклија. Године 1969, постао је члан Америчке академије наука и уметности. Године 1970, Гофман је постао сaоснивач Америчког удружења за укидање принудне менталне хоспитализације и коаутор његове Платформске изјаве. Године 1971, објавио је Релације с јавношћу, дело у којем је повезао многе своје идеје о свакодневном животу, посматране из социолошке перспективе. Друга његова велика књига, Оквирна анализа, изашла је 1974. године. Он је добио Гугенхајмову стипендију за 1977–78. Године 1979, Гофман је добио Кули-Мидову награду за истакнуту стипендију, од Секције за социјалну психологију Америчког социолошког удружења. Изабран је за 73. председника Америчког социолошког удружења, који је служио у периоду 1981–82, али није био у могућности да лично одржи председничко обраћање због напредовања болести.

### Позиције
У својој каријери Гофман је радио у:
- Универзитету Чикага, одељење за друштвене науке
- Националном институту за ментално здравње
- Универзитету Калифорније
- Универзитету Пенсилваније

## Изабрани радови
- 1959: The Presentation of Self in Everyday Life
- 1961: Asylums: Essays on the Social Situation of Mental Patients and Other Inmates
- 1961: Encounters: Two Studies in the Sociology of Interaction – Fun in Games & Role Distance
- 1963: Behavior in Public Places: Notes on the Social Organization of Gatherings
- 1963: Stigma: Notes on the Management of Spoiled Identity
- 1967: Interaction Ritual: Essays on Face-to-Face Behavior
- 1969: Strategic Interaction
- 1969: Where the action is. Allen Lane
- 1971: Relations in Public
- 1974: Frame analysis
- 1979: Gender Advertisements
- 1981: Forms of Talk